# Сопка 21-I
Сопка 21-I (по нумерации сопок северного Поволховья В. П. Петренко) — курган рядом с селом Михаила Архангела на побережье реки Волхов в Ленинградской области.

## Археологические исследования
В ноябре 1885 г. Н. Е. Бранденбург, докладывая членам Отделения русской и славянской археологии Императорского Русского археологического общества об осмотре сопки у села Михаила Архангела, говорил: 
Курган может быть очень важен: напр., в боковом обвале его видна часть как бы кладки из плит, вероятно обходящей всю подошву насыпи, а при виде этой громадной насыпи невольно вспоминаются северные сказания, указывающие на могилу Олега Вещего где-то под Ладогой… Было бы в высшей степени любопытно подвергнуть этот курган точному обследованию, пока его не разорили ещё кладоискатели.
В 1886 г. на сопке проводились раскопки, но княжеского погребения в ней найдено не было, никаких местных преданий, связанных с этой сопкой, зафиксировать также не удалось.
В 1896 г. в книге «Старая Ладога» Н. Е. Бранденбург говорил уже о возможности погребения Олега в «сопке Ходаковского» (5-III).

## Фольклорные исследования
По местному преданию, записанному З.Доленга-Ходаковским, императрица Екатерина II обедала на вершине сопки у села Михаила Архангела. Степень достоверности предания достаточно велика, так как между путешествиями Екатерины II и Ходаковского прошло всего 35 лет, и люди, видевшие императрицу на берегах Волхова, ещё могли быть живы.